# Nicole Koller
Nicole Koller (ur. 2 maja 1997 w Wetzikon) – szwajcarska kolarka szosowa, górska i przełajowa, złota medalistka mistrzostw świata.

## Kariera
Pierwszy sukces w karierze osiągnęła w 2012 roku, kiedy zdobyła złoty medal w kategorii juniorek na przełajowych mistrzostwach Szwajcarii. Dwa lata później zwyciężyła w kategorii juniorek na mistrzostwach świata MTB w Lillehammer, była druga na mistrzostwach Europy MTB oraz na szosowych mistrzostwach Europy w Nyonie w wyścigu ze startu wspólnego. Podczas mistrzostw świata MTB w Vallnord w 2015 roku była trzecia w kategorii juniorek, zdobywając także srebrny medal na mistrzostwach Europy. W 2019 roku była ósma w kategorii U-23 na przełajowych mistrzostwach świata w Bogense. Podczas szosowych mistrzostw świata w Wollongong w 2022 roku zdobyła złoty medal w drużynowej jeździe na czas. 